# Barney (televíziós sorozat)
A Barney brit televíziós rajzfilmsorozat, amely Shirley-Anne Lewis ötlete alapján készült.

## Szereplők
| Szereplő             | Eredeti hang      | Magyar hang              | Leírás                                                      |
| -------------------- | ----------------- | ------------------------ | ----------------------------------------------------------- |
| Barney               | Tim Brooke-Taylor | Borbély László           | Egy óangol juhászkutya, aki hírnevet kíván.                 |
| Roger                | Harry Enfield     | Lux Ádám                 | Egy egér, aki Barney szőrében él, és szerencsésebb, mint ő. |
| Desmond              | Harry Enfield     | Bognár Zsolt             |                                                             |
| Cornelia             | Jan Ravens        | Andresz Kati             |                                                             |
| Francine             | Jan Ravens        | Némedi Mari              |                                                             |
| Mr. Prophet          | Enn Reitel        | Kristóf Tibor            |                                                             |
| Narrátor             | Enn Reitel        | Vass Gábor               | –                                                           |
| Elveszett és Meglett | N/A               | Csere Ágnes Somlai Edina | Két dalmata kölyök, amelyet Barney kap karácsonyra.         |

További magyar hangok: Beratin Gábor, F. Nagy Zoltán, Holl Nándor, Incze József, Némedi Mari, Orosz István, Salinger Gábor, Szoó György, Szűcs Sándor

## Epizódok
| #   | Eredeti cím                 | Magyar cím                 | Bemutató           |
| --- | --------------------------- | -------------------------- | ------------------ |
|     |                             |                            |                    |
| 01. | Barney's Christmas Surprise | Karácsonyi meglepetés      | 1988. december 27. |
|     |                             |                            |                    |
| 02. | Barney Gets Into Mischief   | Barney bajban              | 1989. február 8.   |
|     |                             |                            |                    |
| 03. | Barney's Hungry Day         | Barney fogyókúrázik        | 1989. február 15.  |
|     |                             |                            |                    |
| 04. | Barney's Treasure Hunt      | Barney, a kincskereső      | 1989. február 22.  |
|     |                             |                            |                    |
| 05. | Barney's Forgotten Birthday | Az elfelejtett születésnap | 1989. március 1.   |
|     |                             |                            |                    |
| 06. | Barney Nabs a Crook         | Barney tolvajt fog         | 1989. március 8.   |
|     |                             |                            |                    |
| 07. | Barney's Big Spring Clean   | Tavaszi nagytakarítás      | 1989. március 15.  |
|     |                             |                            |                    |
| 08. | Barney's TV Act             | Barney, a TV sztár         | 1989. március 22.  |
|     |                             |                            |                    |
| 09. | Barney the TV Director      | Barney, a TV rendező       | 1989. március 29.  |
|     |                             |                            |                    |
| 10. | Barney's Winter Holiday     | Barney síel                | 1989. április 5.   |
|     |                             |                            |                    |
| 11. | Barney Goes to the Seaside  | Barney a tengerparton      | 1989. április 12.  |
|     |                             |                            |                    |
| 12. | Barney Gets a Visitor       | Barney vendége             | 1989. április 19.  |
|     |                             |                            |                    |
| 13. | Barney on TV                | Barney a televízióban      | 1989. április 26.  |

## Magyar megjelenések
Magyarországon nem adták az országos tévében, csak helyi adókon, de 1993 elején jelent meg VHS-en a Vico Video gondozásában, mindössze teljes epizód látható.